# Простейший механизм

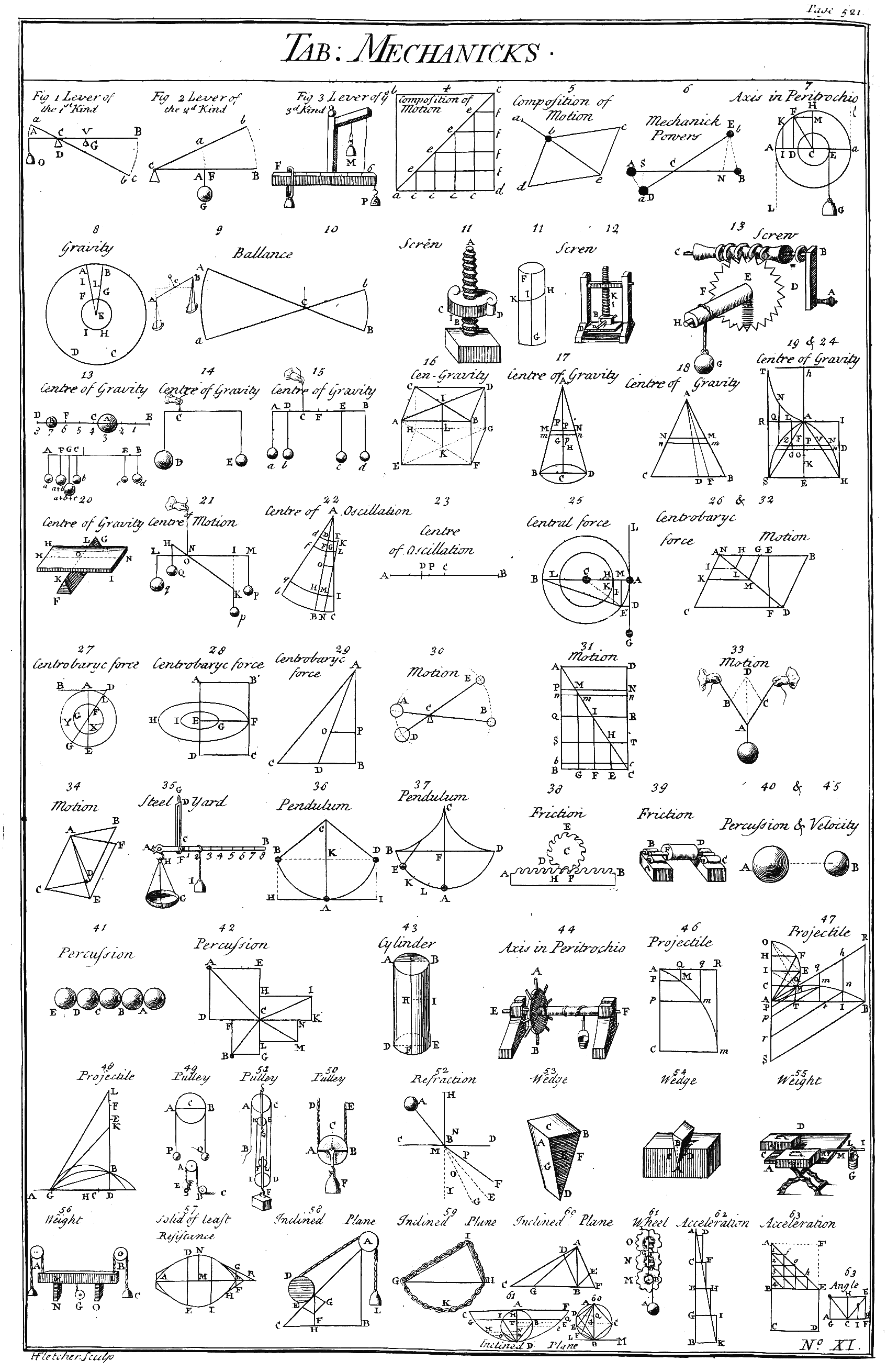
Таблица простейших механизмов из Циклопедии Чемберса, 1728 г. На основе простейших механизмов строится понимание более сложных машин.

Простейший механизм — механическое устройство, изменяющее направление или величину силы. В общем, их можно определить как простейшие инструменты, которые используют механический выигрыш (также называемый рычагом) для увеличения силы. Обычно этот термин относится к шести классическим простейшим механизмам, которые были найдены учеными эпохи Возрождения:
- Рычаг
- Колесо и ось
- Блок
- Наклонная плоскость
- Клин
- Винт

Простейший механизм использует одну приложенную силу для работы против одной силы нагрузки. Без учета потерь на трение работа, выполняемая над грузом, равна работе, выполняемой приложенной силой. Механизм может увеличивать выходную силу за счет пропорционального уменьшения расстояния, на которое перемещается груз. Отношение выходной силы к приложенной силе называется механическим выигрышем.
Простейшие механизмы могут применяться для получения выигрыша в скорости перемещения. В этих случаях перемещаемая часть связана с длинным концом рычага (например, поршень паровой машины паровоза через шатун передаёт большое усилие на короткое плечо кривошипа, а обод колеса в результате приобретает большую скорость), свободным концом талей и т.д. и для привода механизма в действие требуется применять силу, в соответствующее число раз большую, чем сила противодействия.
Простейшие механизмы можно рассматривать как элементарные «строительные блоки», из которых состоят все более сложные машины (иногда называемые «составными механизмами»). Например, колеса, рычаги и блоки используются в механизме велосипеда. Механические выигрыш составного механизма — это просто произведение механических выигрышей простейших механизмов, из которых он состоит.
Хотя они по-прежнему имеют большое значение в механике и прикладной науке, современная механика вышла за рамки представления о простейших механизмов как о минимальных строительных блоках, из которых состоят все машины, которые возникли в эпоху Возрождения как неоклассическое расширение древнегреческих текстов. Эти шесть категорий неадекватно описывают огромное разнообразие и изощренность современных механических соединений, возникших во время промышленной революции. Различные авторы пост-ренессанса составили расширенные списки «простейших механизмов», часто используя такие термины, как базовые машины, составные машины или элементы машин, чтобы отличить их от классических простейших механизмов, описанных выше. К концу 1800-х годов Франц Рёло идентифицировал сотни элементов машин, назвав их простыми машинами. Современная теория машин анализирует машины как кинематические цепи, состоящие из элементарных связей, называемых кинематическими парами.

## История
Идея простейшего механизма возникла у греческого философа Архимеда примерно в третьем веке до нашей эры, который изучал архимедовы простейшие механизмы: рычаг, блок и винт. Он обнаружил для рычага принцип механического выигрыша. Знаменитое замечание Архимеда по поводу рычага: «Дайте мне место, на котором я буду стоять, и я подвину Землю» (греч. δῶς μοι πᾶ στῶ καὶ τὰν γᾶν κινάσω) выражает понимание того, что не существует предела передаточного коэффициента, которое можно достигнуть с помощью механического выигрыша. Позднее греческие философы определили классические пять простейших механизмов (за исключением наклонной плоскости) и смогли вычислить их (идеальный) механический выигрыш. Например, Герон Александрийский (ок. 10-75 нашей эры) в своей работе «Механика» перечисляет пять механизмов, которые могут «привести в движение груз»; рычаг, брашпиль, блок, клин и винт и описывает их изготовление и использование. Однако понимание греков ограничивалось статикой простейших механизмов (балансом сил) и не включало динамику, компромисс между силой и расстоянием или концепцию работы.
В эпоху Возрождения динамика механических сил, как назывались простейших механизмов, начала рассматриваться с точки зрения того, насколько далеко они могут поднять груз, в дополнение к силе, которую они могут приложить, что в конечном итоге привело к новой концепции механической работы. В 1586 году фламандский инженер Саймон Стевин получил механическое преимущество наклонной плоскости, и она была включена в другие простейшие механизмы. Полная динамическая теория простейших механизмов была разработана итальянским ученым Галилео Галилеем в 1600 году в трактате Le Meccaniche («О механике»), в котором он показал, что увеличение силы лежит в основе математического сходства этих механизмов. Он был первым, кто объяснил, что простейшие механизмы не создают энергию, а только преобразуют её.
Классические правила для трения скольжения в машинах были открыты Леонардо да Винчи (1452—1519), но они не были опубликованы и просто задокументированы в его записных книжках и основывались на доньютоновской науке, такой как вера в трение как эфирную жидкость. Они были вновь открыты Гийомом Амонтоном (1699 г.) и получили дальнейшее развитие Шарлем-Огюстеном де Кулоном (1785 г.).

## Виды простейших механизмов
Принято выделять восемь простейших механизмов, из которых четыре являются разновидностью двух основных:
- Наклонная плоскость — простой механизм в виде плоскости, установленной под острым углом к горизонтальной поверхности.
  - Клин — позволяет увеличить давление за счёт концентрации силы на малой площади. Используется в копье, лопате, пуле и др.
  - Винт — используется в шурупах и для подъёма воды (Архимедов винт), в качестве сверла в дрелях и др.
- Рычаг — описан Архимедом. Используется, в частности, для подъёма тяжестей, в качестве выключателей и спусковых крючков (шатун-кривошип — используется в ткацком станке, паровой машине, двигателях внутреннего сгорания).
  - Ворот — используется для подъёма воды в колодцах и для ременной передачи и др.
  - Блок — колесо с жёлобом, по которому пропускают верёвку, трос или цепь. Применяется для изменения величины или направления силы.
- Колесо — используется на транспорте и в зубчатых передачах. Наиболее ранние находки колёс встречаются на территории современной Румынии (неолитическая культура Кукутени — Триполье) и датируются последней четвертью V тысячелетия до н. э.[20]
- Поршень — позволяет использовать энергию расширяющихся нагретых газов или пара. Применяется, в частности, в огнестрельном оружии, двигателе внутреннего сгорания и паровой машине.

## Идеальный простейший механизм
Если простейший механизм не рассеивает энергию за счет трения, износа или деформации, то энергия сохраняется, и его называют идеальным простейшим механизмом. В этом случае мощность, подаваемая в машину, равна выходной мощности, а механический выигрыш можно рассчитать на основе его геометрических размеров.
Хотя каждая машина работает механически по-разному, математически они работают одинаково. В каждой машине сила {\displaystyle F_{\text{in}}\,} прилагаемая к устройству в одной точке, приводит к выполнению работы заключающейся в перемещении груза посредством силы {\displaystyle F_{\text{out}}\,} в другой точке. Хотя некоторые машины изменяют только направление силы, например неподвижный блок, большинство машин увеличивают силу на коэффициент равный механическому выигрышу
{\displaystyle \mathrm {MA} =F_{\text{out}}/F_{\text{in}}\,}
который можно рассчитать, исходя из геометрии машины и трения.
Простейшие механизмы не содержат источника энергии поэтому они не могут выполнять больше работы, чем получают от входящей силы. Простейший механизм без трения и упругости называется идеальным простейшим механизмом. Благодаря сохранению механической энергии в идеальном простейшем механизме выходная мощность (скорость изменения энергии) в любое время {\displaystyle P_{\text{out}}\,} равна потребляемой мощности {\displaystyle P_{\text{in}}\,}
{\displaystyle P_{\text{out}}=P_{\text{in}}\!}
Выходная мощность равна скорости нагрузки {\displaystyle v_{\text{out}}\,} умноженной на силу нагрузки {\displaystyle P_{\text{out}}=F_{\text{out}}v_{\text{out}}\!} . Точно так же подводимая мощность от приложенной силы равна скорости входной точки {\displaystyle v_{\text{in}}\,} умноженной на приложенную силу {\displaystyle P_{\text{in}}=F_{\text{in}}v_{\text{in}}\!} . Следовательно,
{\displaystyle F_{\text{out}}v_{\text{out}}=F_{\text{in}}v_{\text{in}}\,}
Итак, механический выигрыш идеальной машины {\displaystyle \mathrm {MA} _{\text{ideal}}\,} равен отношению скоростей, отношение входной скорости к выходной скорости
{\displaystyle \mathrm {MA} _{\text{ideal}}={F_{\text{out}} \over F_{\text{in}}}={v_{\text{in}} \over v_{\text{out}}}\,}
Отношение скоростей также равно отношению расстояний, пройденных за любой заданный период времени
{\displaystyle {v_{\text{out}} \over v_{\text{in}}}={d_{\text{out}} \over d_{\text{in}}}\,}
Следовательно, механический выигрыш идеального механизма также равен отношению расстояния, пройденного на входе, к расстоянию, пройденному на выходе.
| {\displaystyle \mathrm {MA} _{\text{ideal}}={F_{\text{out}} \over F_{\text{in}}}={d_{\text{in}} \over d_{\text{out}}}\,} |
Его можно рассчитать, исходя из геометрии механизма. Например, механический выигрыш и отношение расстояний для рычага равно отношению плеч рычага.
Механический выигрыш может быть как больше так меньше единицы:
- Если {\displaystyle \mathrm {MA} >1\,} выходная сила больше входной, машина действует как усилитель, но расстояние, на которое перемещается груз {\displaystyle d_{\text{out}}\,} меньше, чем расстояние, пройденное входящей силой {\displaystyle d_{\text{in}}\,} .
- Если {\displaystyle \mathrm {MA} <1\,} выходная сила меньше входной, но расстояние, на которое перемещается нагрузка, больше, чем расстояние, перемещаемое входной силой.

Для винта, который использует вращательное движение, входная сила должна быть заменена крутящим моментом, а скорость — угловой скоростью вращения вала.

## Трение и эффективность
Все настоящие машины подвержены трению, из-за которого часть входной мощности рассеивается в виде тепла. Если обозначить {\displaystyle P_{\text{fric}}\,} мощность, теряемую на трение из-за закона сохранения энергии
{\displaystyle P_{\text{in}}=P_{\text{out}}+P_{\text{fric}}\,}
Механический КПД {\displaystyle \eta \,} машины (где {\displaystyle 0<\eta \ <1}) определяется как отношение выходной мощности к входной и является мерой потерь энергии на трение.
{\displaystyle \eta \equiv {P_{\text{out}} \over P_{\text{in}}}\,}
{\displaystyle P_{\text{out}}=\eta P_{\text{in}}\,}
Как и выше, мощность равна произведению силы и скорости, поэтому
{\displaystyle F_{\text{out}}v_{\text{out}}=\eta F_{\text{in}}v_{\text{in}}\,}
Следовательно,
| {\displaystyle \mathrm {MA} ={F_{\text{out}} \over F_{\text{in}}}=\eta {v_{\text{in}} \over v_{\text{out}}}\,} |
Таким образом, в неидеальных машинах механический выигрыш всегда меньше, чем отношение скоростей на коэффициент η. Таким образом, механизм с трением не сможет перемещать такой же большой груз, как и соответствующий идеальный механизм, используя ту же входную силу.

## Составные механизмы
Составной механизм — это машина, состоящая из набора простых механизмов, соединенных последовательно, причем выходное усилие одного обеспечивает входное усилие следующему. Например, настольные тиски состоят из рычага (ручки тисков), соединенного последовательно с винтом, а простая зубчатая передача состоит из ряда последовательно соединенных шестерен (колес и осей).
Механический выигрыш составного механизма — это отношение выходной силы, прилагаемой последнему механизму в серии, к входной силе, приложенной к первому механизму, то есть
{\displaystyle \mathrm {MA} _{\text{compound}}={F_{\text{outN}} \over F_{\text{in1}}}\,}
Поскольку выходная сила каждого механизма играет роль входной силы для следующего, {\displaystyle F_{\text{out1}}=F_{\text{in2}},\;F_{\text{out2}}=F_{\text{in3}},\ldots \;F_{\text{outK}}=F_{\text{inK+1}}}, этот механический выигрыш также обеспечивается действием всей цепочки механизмов
{\displaystyle \mathrm {MA} _{\text{compound}}={F_{\text{out1}} \over F_{\text{in1}}}{F_{\text{out2}} \over F_{\text{in2}}}{F_{\text{out3}} \over F_{\text{in3}}}\ldots {F_{\text{outN}} \over F_{\text{inN}}}\,}
Таким образом, механический выигрыш составного механизма равно произведению механических выигрышей серии простых мехагизмов, которые его образуют.
{\displaystyle \mathrm {MA} _{\text{compound}}=\mathrm {MA} _{1}\mathrm {MA} _{2}\ldots \mathrm {MA} _{\text{N}}\,}
Точно так же эффективность составного механизма также является произведением эффективностей ряда простых механизмов, которые его образуют.
{\displaystyle \eta _{\text{compound}}=\eta _{1}\eta _{2}\ldots \;\eta _{\text{N}}.\,}

## Самоблокирующиеся механизмы

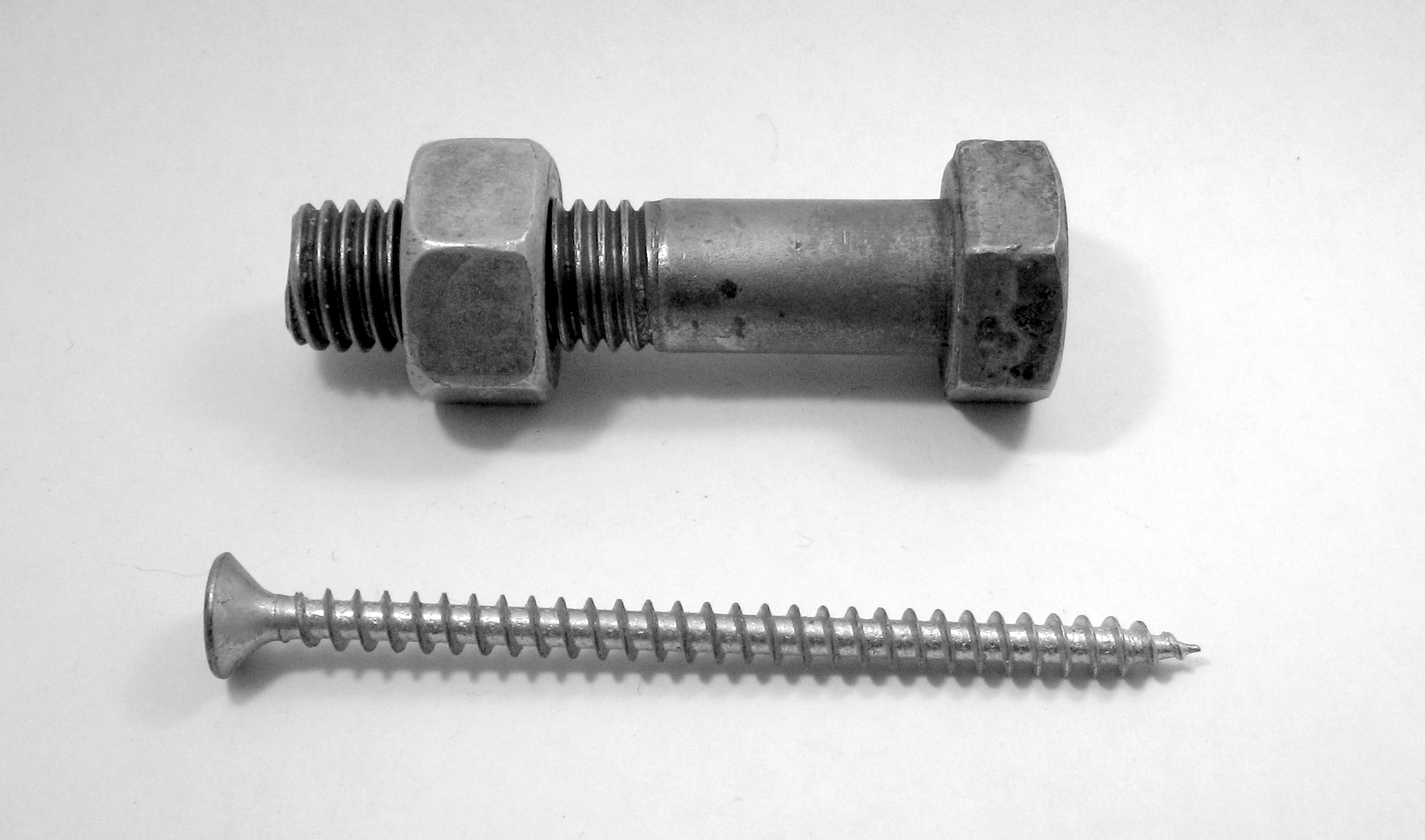
Самоблокирующееся свойство шурупа служит причиной его широкого использования в резьбовых крепежных деталях, таких как болты и шурупы.

Во многих простейших механизмах, если сила нагрузки Fout на механизме достаточно велика по отношению к входной силе Fin, то механизм будет двигаться назад, при этом сила нагрузки будет создавать работу с входящей силой. Таким образом, эти механизмы можно использовать в любом направлении, с движущей силой, приложенной к любой точке. Например, если сила нагрузки на рычаге достаточно велика, то рычаг будет двигаться назад, перемещая входной рычаг в противоположном направлении от входной силы (перевесит). Их называют «реверсивными» или «неблокирующими» механизмами.
Однако в некоторых механизмах, если силы трения достаточно велики, никакая сила нагрузки не может сдвинуть их назад, даже если входная сила равна нулю. Это называется «самоблокирующейся», «необратимый» механизмом. Эти механизмы могут быть приведены в движение только силой на входе, и когда сила со входа убрана, они останутся неподвижными, «заблокированными» трением в любом положении, в котором они остановились.
Самоблокировка возникает в основном в механизмах с большими площадями скользящего контакта движущихся частей: винта, наклонной плоскости и клина:
- Самый распространенный пример — винт. В большинстве винтов приложение крутящего момента к валу может вызвать его вращение, линейное перемещение вала для выполнения работы против нагрузки, но никакая сила осевой нагрузки на вал не заставит его повернуться назад.
- В наклонной плоскости груз может подниматься вверх по плоскости с помощью боковой входной силы, но если плоскость не слишком крутая и имеется достаточное трение между грузом и плоскостью, то когда входная сила снимается, груз останется неподвижным и будет не скользить по поверхности, независимо от его веса.
- Клин можно вбить в деревянный брусок силой на конце, например, ударив по нему кувалдой, раздвинув в стороны брусок, но никакая сила сжатия от деревянных стенок не заставит его выскочить обратно из бруска.

Машина будет самоблокирующейся тогда и только тогда, когда её КПД η ниже 50 %:
{\displaystyle \eta \equiv {\frac {F_{out}/F_{in}}{d_{in}/d_{out}}}<0.50\,}
Будет ли механизм самоблокирующимся, зависит как от сил трения (коэффициента трения покоя) между его частями, так и от отношения расстояний d in / d out (идеальный механический выигрыш). Если и трение, и идеальный механический выигрыш достаточно велики, то он самоблокируется.

### Доказательство
Когда механизм движется в прямом направлении из точки 1 в точку 2, при этом входящая сила выполняет работу с силой нагрузки, то из закона сохранения энергии входная работа {\displaystyle W_{\text{1,2}}\,} будет равна сумме работ, проделанной с силой нагрузки {\displaystyle W_{\text{load}}\,} и работы потерянной из-за трения {\displaystyle W_{\text{fric}}\,}
| {\displaystyle W_{\text{1,2}}=W_{\text{load}}+W_{\text{fric}}} |

Если КПД ниже 50 % {\displaystyle \eta =W_{\text{load}}/W_{\text{1,2}}<1/2\,}
{\displaystyle 2W_{\text{load}}<W_{\text{1,2}}\,}
Из Eq. 1
{\displaystyle 2W_{\text{load}}<W_{\text{load}}+W_{\text{fric}}\,}
{\displaystyle W_{\text{load}}<W_{\text{fric}}\,}
Когда механизм движется назад из точки 2 в точку 1, или когда сила нагрузки выполняет работу над входящей силой, энергия теряется из-за трения. {\displaystyle W_{\text{fric}}\,}. Аналогично
{\displaystyle W_{\text{load}}=W_{\text{2,1}}+W_{\text{fric}}\,}
Таким образом, выходная работа
{\displaystyle W_{\text{2,1}}=W_{\text{load}}-W_{\text{fric}}<0\,}
Таким образом, механизм самоблокируется, потому что работа, рассеиваемая на трение, больше, чем работа, выполняемая силой нагрузки, перемещающей его назад, даже при отсутствии входной силы.

## Современная теория механизмов
Машины рассматриваются как механические системы, состоящие из приводов и простых механизмов, передающих силы и движение, контролируемых датчиками и контроллерами. Компоненты актюаторов и механизмов состоят из звеньев и шарниров, образующих кинематические цепи.

### Кинематические цепи

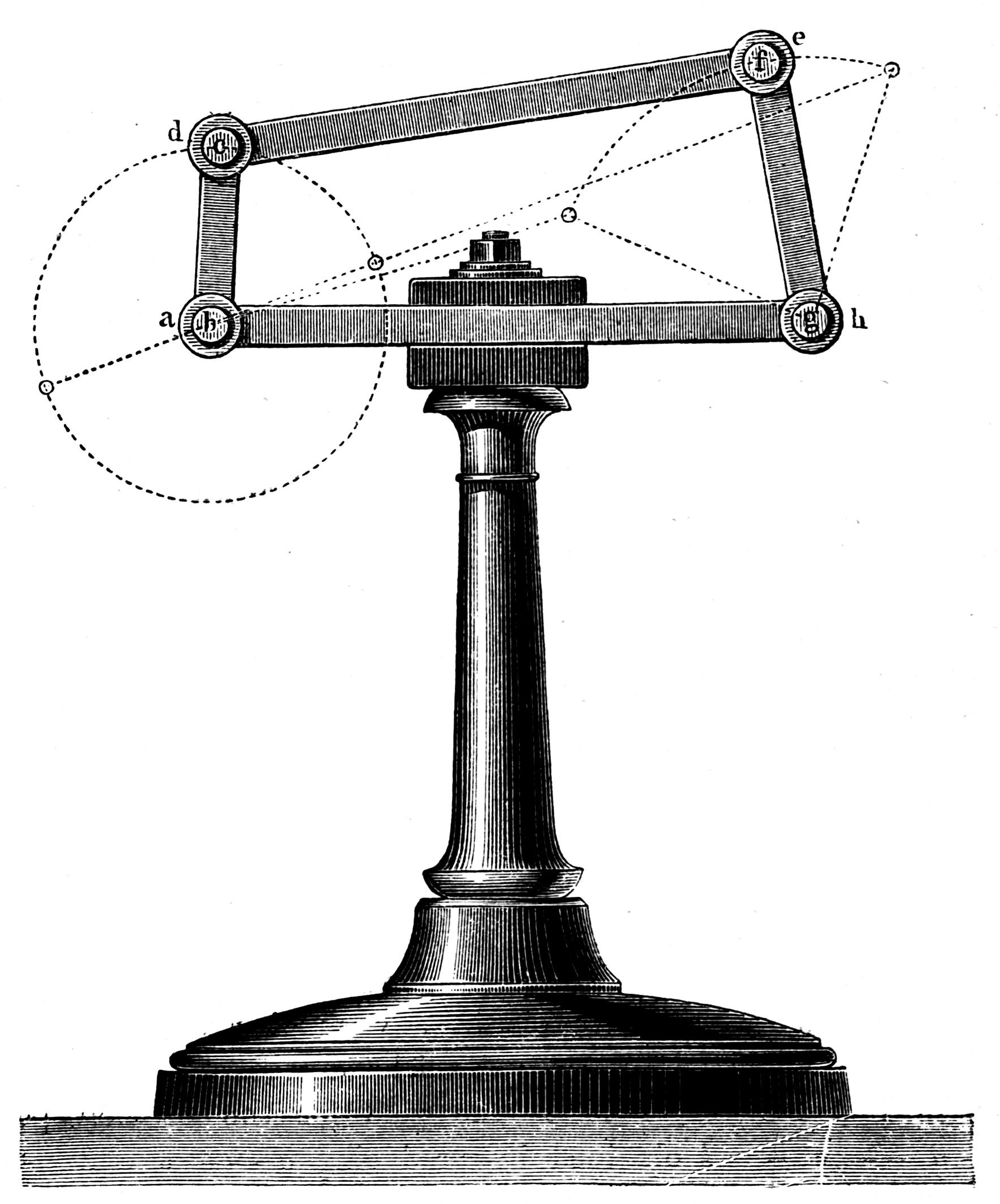
Иллюстрация четырёхзвенного рычага из Кинематики машин, 1876 г.

Простейшие механизмы — это элементарные примеры кинематических цепей, которые используются для моделирования механических систем, начиная от парового двигателя и заканчивая роботами-манипуляторами. Подшипники, образующие ось рычага и позволяющие вращаться колесу, оси и блокам, являются примерами кинематической пары, называемой шарнирным соединением. Точно так же плоская поверхность наклонной плоскости и клин будут примерами кинематической пары, называемой скользящим соединением. Винт обычно обозначается как его собственная кинематическая пара, называемая спиральным шарниром.
Два рычага или кривошипа объединяются в плоскую четырехзвенную рычажную систему путем присоединения рычага, который соединяет выход одного кривошипа с входом другого. Дополнительные звенья могут быть присоединены для образования шестизвенной связи или последовательно для формирования робота.

### Классификация механизмов
Идентификация простейших механизмов возникает из желания создания систематического метода изобретения новых машин. Таким образом, важная проблема заключается в том, как простые механизмы объединяются для создания более сложных механизмов. Один из подходов заключается в последовательном подключении простых механизмов для получения сложных машин.
Однако более успешная идея была представлена Францем Рёло, который собрал и изучил более 800 элементарных машин. Он понял, что рычаг, блок, колесо и ось — это, по сути, одно и то же устройство: тело, вращающееся вокруг шарнира. Точно так же наклонная плоскость, клин и винт — это блок, скользящий по плоской поверхности.
Эта реализация показывает, что именно суставы или соединения, обеспечивающие движение, являются основными элементами машины. Начиная с четырёх типов шарниров, поворотного шарнира, шарнира скольжения, кулачкового шарнира и зубчатого шарнира, а также связанных соединений, таких как тросы и ремни, можно понять машину как сборку твердых деталей, которые соединяют эти шарниры.

### Кинематический синтез
Конструкция механизмов для выполнения необходимого движения и передачи силы известна как кинематический синтез. Это набор геометрических методов для механического проектирования рычагов, кулачковых и ведомых механизмов, зубчатых колес и зубчатых передач.